# Farges-lès-Chalon
Pour les articles homonymes, voir Farges et Chalon.
Farges-lès-Chalon est une commune française située dans le département de Saône-et-Loire, en région Bourgogne-Franche-Comté.

## Géographie

### Climat
Pour des articles plus généraux, voir Climat de la Bourgogne-Franche-Comté et Climat de Saône-et-Loire.
En 2010, le climat de la commune est de type climat océanique dégradé des plaines du Centre et du Nord, selon une étude du Centre national de la recherche scientifique s'appuyant sur une série de données couvrant la période 1971-2000. En 2020, Météo-France publie une typologie des climats de la France métropolitaine dans laquelle la commune est dans une zone de transition entre le climat océanique altéré et le climat océanique altéré et est dans la région climatique Bourgogne, vallée de la Saône, caractérisée par un bon ensoleillement (1 900 h/an), un été chaud (18,5 °C), un air sec au printemps et en été et des vents faibles.
Pour la période 1971-2000, la température annuelle moyenne est de 11,1 °C, avec une amplitude thermique annuelle de 18 °C. Le cumul annuel moyen de précipitations est de 798 mm, avec 11,3 jours de précipitations en janvier et 7,4 jours en juillet. Pour la période 1991-2020, la température moyenne annuelle observée sur la station météorologique de Météo-France la plus proche, « Chalon-Champforgueil », sur la commune de Champforgeuil à 3 km à vol d'oiseau, est de 11,4 °C et le cumul annuel moyen de précipitations est de 736,5 mm. 
La température maximale relevée sur cette station est de 39,7 °C, atteinte le 12 août 2003 ; la température minimale est de −17,6 °C, atteinte le 20 décembre 2009,,.
Les paramètres climatiques de la commune ont été estimés pour le milieu du siècle (2041-2070) selon différents scénarios d'émission de gaz à effet de serre à partir des nouvelles projections climatiques de référence DRIAS-2020. Ils sont consultables sur un site dédié publié par Météo-France en novembre 2022.

## Urbanisme

### Typologie
Au 1er janvier 2024, Farges-lès-Chalon est catégorisée bourg rural, selon la nouvelle grille communale de densité à sept niveaux définie par l'Insee en 2022.
Elle est située hors unité urbaine. Par ailleurs la commune fait partie de l'aire d'attraction de Chalon-sur-Saône, dont elle est une commune de la couronne,. Cette aire, qui regroupe 109 communes, est catégorisée dans les aires de 50 000 à moins de 200 000 habitants,.

### Occupation des sols
L'occupation des sols de la commune, telle qu'elle ressort de la base de données européenne d’occupation biophysique des sols Corine Land Cover (CLC), est marquée par l'importance des territoires agricoles (78,2 % en 2018), une proportion sensiblement équivalente à celle de 1990 (78,7 %). La répartition détaillée en 2018 est la suivante : terres arables (51 %), prairies (27,2 %), zones urbanisées (14,7 %), forêts (5,5 %), espaces verts artificialisés, non agricoles (1,6 %). L'évolution de l’occupation des sols de la commune et de ses infrastructures peut être observée sur les différentes représentations cartographiques du territoire : la carte de Cassini (XVIIIe siècle), la carte d'état-major (1820-1866) et les cartes ou photos aériennes de l'IGN pour la période actuelle (1950 à aujourd'hui).

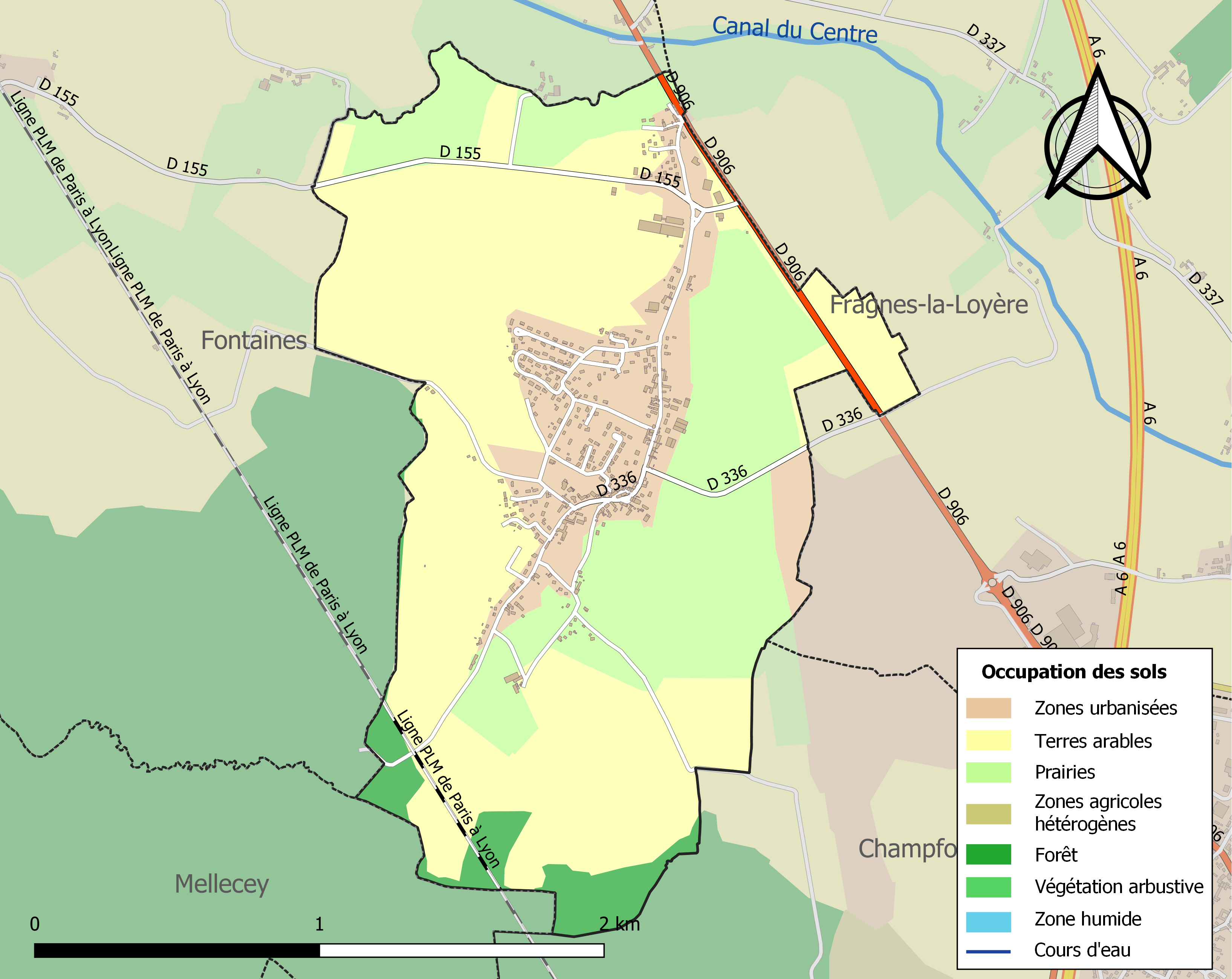
Carte des infrastructures et de l'occupation des sols de la commune en 2018 (CLC).

## Toponymie
Farges : du mot latin Făbrĭca, avec métathèse, « atelier d'artisan », à l'origine de notre « fabrique », a principalement désigné une forge.

## Politique et administration

### Tendances politiques et résultats

#### Élections présidentielles
Le village de Farges-lès-Chalon place en tête à l'issue du premier tour de l'élection présidentielle française de 2017, Emmanuel Macron (LaREM) avec 27,50 % des suffrages. Ainsi que lors du second tour, avec 64,69 %.

#### Élections législatives
Le village de Farges-lès-Chalon faisant partie de la quatrième circonscription de Saône-et-Loire, place en tête lors du 1er tour des élections législatives françaises de 2022, Elisabeth Roblot (Ensemble) avec 32,84 % des suffrages. Mais lors du second tour, il s'agit de Cécile Untermaier (PS), députée sortante, qui arrive en tête avec 58,30 % des suffrages.

#### Élections régionales
Le village de Farges-lès-Chalon place la liste « Pour la Bourgogne et la Franche-Comté » menée par Gilles Platret (LR) en tête, dès le 1er tour des élections régionales de 2021 en Bourgogne-Franche-Comté, avec 32 % des suffrages. Lors du second tour, les habitants décideront de placer la liste de « Notre Région Par Cœur » menée par Marie-Guite Dufay, présidente sortante (PS) en tête, avec cette fois-ci, près de 37,56 % des suffrages. Devant les autres listes menées par Gilles Platret (LR) en seconde position avec 34,39 %, Julien Odoul (RN), troisième avec 17,65 % et en dernière position celle de Denis Thuriot (LaREM) avec 10,41 %. Il est important de souligner une abstention record lors de ces élections qui n'ont pas épargné le village de Farges-lès-Chalon avec lors du premier tour 65,19 % d'abstention et au second, 62,40 %.

#### Élections départementales
Le village de Farges-lès-Chalon faisant partie du canton de Chalon-sur-Saône-1 place le binôme de Sylvain Dumas (LaREM) et Sadia El Hayani (LaREM), en tête, dès le 1er tour des élections départementales de 2021 en Saône-et-Loire avec 47,57 % des suffrages. Lors du second tour, les habitants décideront de placer le binôme de Alain Gaudray (DVD) et Dominique Melin (DVD), en tête, avec cette fois-ci, près de 62,93 % des suffrages. Devant l'autre binôme menée par Raymond Gonthier (PS) et Françoise Verjux-Pelletier (PS) qui obtient 37,07 %. Il est important de souligner une abstention record lors de ces élections qui n'ont pas épargné le village de Farges-lès-Chalon avec lors du premier tour 65,19 % d'abstention et au second, 62,40 %.

### Listes des maires de Farges-lès-Chalon
| Période                                  | Période   | Identité            | Étiquette           | Qualité               |
| ---------------------------------------- | --------- | ------------------- | ------------------- | --------------------- |
|                                          | mars 1983 | Gilbert Chevalier   | PS                  |                       |
| mars 1983                                | mars 2008 | Daniel Hager        |                     |                       |
| mars 2008                                | mars 2014 | Jean-Claude Nouveau |                     |                       |
| mars 2014                                | en cours  | Sylvain Dumas       | SE (proche de LREM) | Professeur des écoles |
| Les données manquantes sont à compléter. |           |                     |                     |                       |

### Canton et intercommunalité
La commune fait partie du Grand Chalon.

## Population et société

### Démographie

#### Évolution démographique
L'évolution du nombre d'habitants est connue à travers les recensements de la population effectués dans la commune depuis 1793. Pour les communes de moins de 10 000 habitants, une enquête de recensement portant sur toute la population est réalisée tous les cinq ans, les populations de référence des années intermédiaires étant quant à elles estimées par interpolation ou extrapolation. Pour la commune, le premier recensement exhaustif entrant dans le cadre du nouveau dispositif a été réalisé en 2006.

En 2022, la commune comptait 819 habitants, en évolution de +6,36 % par rapport à 2016 (Saône-et-Loire : −1,06 %, France hors Mayotte : +2,11 %).
| 1793 | 1800 | 1806 | 1821 | 1831 | 1836 | 1841 | 1846 | 1851 |
| ---- | ---- | ---- | ---- | ---- | ---- | ---- | ---- | ---- |
| 262  | 257  | 236  | 270  | 279  | 302  | 279  | 310  | 328  |

| 1856 | 1861 | 1866 | 1872 | 1876 | 1881 | 1886 | 1891 | 1896 |
| ---- | ---- | ---- | ---- | ---- | ---- | ---- | ---- | ---- |
| 318  | 313  | 323  | 356  | 324  | 308  | 330  | 317  | 313  |

| 1901 | 1906 | 1911 | 1921 | 1926 | 1931 | 1936 | 1946 | 1954 |
| ---- | ---- | ---- | ---- | ---- | ---- | ---- | ---- | ---- |
| 287  | 299  | 282  | 290  | 285  | 267  | 259  | 264  | 266  |

| 1962 | 1968 | 1975 | 1982 | 1990 | 1999 | 2006 | 2011 | 2016 |
| ---- | ---- | ---- | ---- | ---- | ---- | ---- | ---- | ---- |
| 318  | 305  | 361  | 433  | 531  | 622  | 719  | 715  | 770  |

| 2021 | 2022 | - | - | - | - | - | - | - |
| ---- | ---- | - | - | - | - | - | - | - |
| 810  | 819  | - | - | - | - | - | - | - |

## Culture locale et patrimoine

### Lieux et monuments
- L'église, placée sous le vocable de sainte Marie-Madeleine, dont le clocher, à l'origine au-dessus de l'entrée, abrite deux cloches, l'une fondue en 1850 par la fonderie Dunand-Cauchois à Lons-le-Saulnier, l'autre bénie le 28 juillet 1963[24].
- À l'entrée du village : croix de mission datant de 1846.
- La place Chevrier, nommée ainsi à la mémoire de Jules Chevrier, peintre, graveur (mort le 15 octobre 1883 à Farges-lès-Chalon), contributeur à l'image de Nicéphore Niepce (inventeur de la photographie) et cofondateur de la Société d'histoire et d'archéologie de Chalon-sur-Saône.
- Le canal du Centre, qui longe la commune, avec l'importante écluse du Gauchard.

### Personnalités liées à la commune
- Jules Chevrier, peintre, graveur, mort le 15 octobre 1883 à Farges-lès-Chalon, contributeur à l'image de Nicéphore Niepce (inventeur de la photographie) et cofondateur de la Société d'histoire et d'archéologie de Chalon-sur-Saône.

## Pour approfondir